# Pensionskassen for teknikum- og diplomingeniører
Pensionskassen for teknikum- og diplomingeniører (ISP) er en dansk pensionskasse med hjemsted i Københavns Kommune. 
Pensionskassen tegner pensionsordninger for teknikum- eller diplomingeniører. Binavne er Ingeniør-Sammenslutningens Pensionskasse (heraf den almindeligt anvendte forkortelse) og ISP Pension.
Den administrerende direktør er Søren Krambeck Nielsen.
I 2013 blev administrationen af ISP overtaget af AP Pension. I 2017 bad IDA (Ingeniørforeningen i Danmark) ISP om at fusionere med den anden pensionskasse for ingeniører, DIP.